# Кагор (сухое вино)

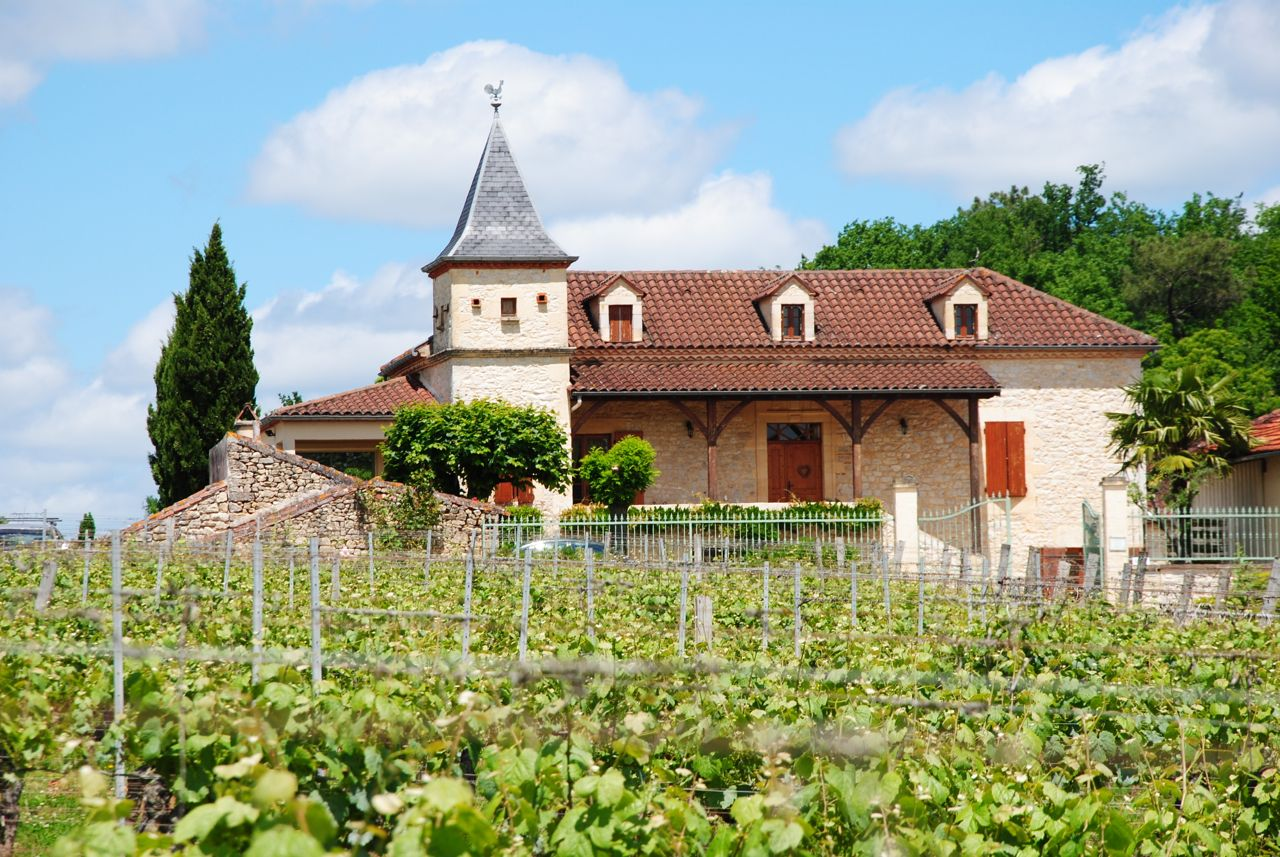
Типичное винодельческое шато в районе Кагора

Кагор или (по современной транскрипции) Каор (фр. Cahors) — красное сухое вино одноимённого аппеллясьона на юго-западе Франции, в окрестностях города Кагор (Каор). Изготавливается преимущественно из винограда сорта Мальбек. Обладает сертификатом AOC. 
Благодаря примеси высокотанинного винограда Таннат настоящий кагор имеет достаточно тёмный цвет, отчего в старину продавался в Англии под маркой «чёрное вино» (black wine).

## История
Вина в провинции Керси производятся со времён римлян. В Средние века кагор успешно конкурировал с винами бордо в землях Плантагенетов. Наряду с кларетом в Англию вывозилось также «чёрное вино» Каора, Гайака и соседних с ними областей. Оба сорта вина долгое время входили в рацион офицеров королевского военно-морского флота.

После присоединения Аквитании к Франции виноделы Бордо получили ряд привилегий от королей Франции, но кагоры долгое время на равных конкурировали с кларетами. Согласно преданию, Пётр I, употреблявший только эти два вина, навязал кагор русской церкви в качестве вина для таинства причастия (см. кагор в России). 

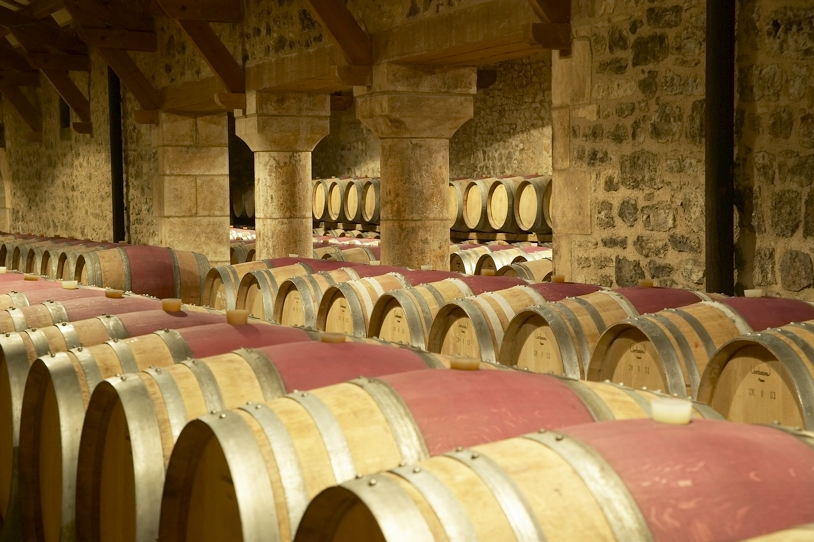
Выдержка в бочках

Со временем более мягкие вина Бордо выиграли конкуренцию у «чёрных вин» Кагора. Местные производители были вынуждены оптом сбывать свои виноматериалы в Бордо, где они использовались для улучшения цвета и насыщенности тамошних вин. В XIX веке для той же цели использовались вина Эрмитажа с берегов Роны.
В конце XIX века виноградники Франции были уничтожены случайно завезённой из Северной Америки филлоксерой. С виноградниками Каора это случилось в 1883—1885 годах. В феврале 1956 года регион был поражен сильными морозами, что также привело к потери части виноградников. После этих событий сорт Мальбек стал еще более доминирующим в Каоре.

## Современность
В начале XXI века под виноградники Кагора было занято 4200 гектаров земли с плотностью посадки не менее 4000 лоз на гектар.
Согласно французской системе контроля подлинности происхождения, кагором считается красное вино, произведённое в долине реки Ло, не менее чем на 70 % из винограда сорта Мальбек. Остальные 30 % составляют сорта Мерло и Таннат. Виноградники расположены на террасах на берегах реки Ло и на окрестных холмах. Белые и розовые вина, произведённые в том же районе, не называются кагором.
По сравнению с аргентинскими винами из мальбека кагорские вина отличаются кислотностью, терпкостью, более тёмным цветом и, как правило, меньшим содержанием алкоголя. Ввиду высокого содержания танинов для гармонизации кагорских вин рекомендуется их продолжительная выдержка: лучшие (по рейтингам мировых критиков) вина производителей Châteaux du Cèdre, Château Lagrezette и Clos Triguedina выдерживаются от 12 до 24 месяцев в дубовых бочках.